# Juan Manuel Fangio II
Juan Manuel Fangio II (Balcarce, 19 de setembro de 1956) é um ex-automobilista argentino. É sobrinho de Juan Manuel Fangio, pentacampeão da Fórmula 1.

## Carreira

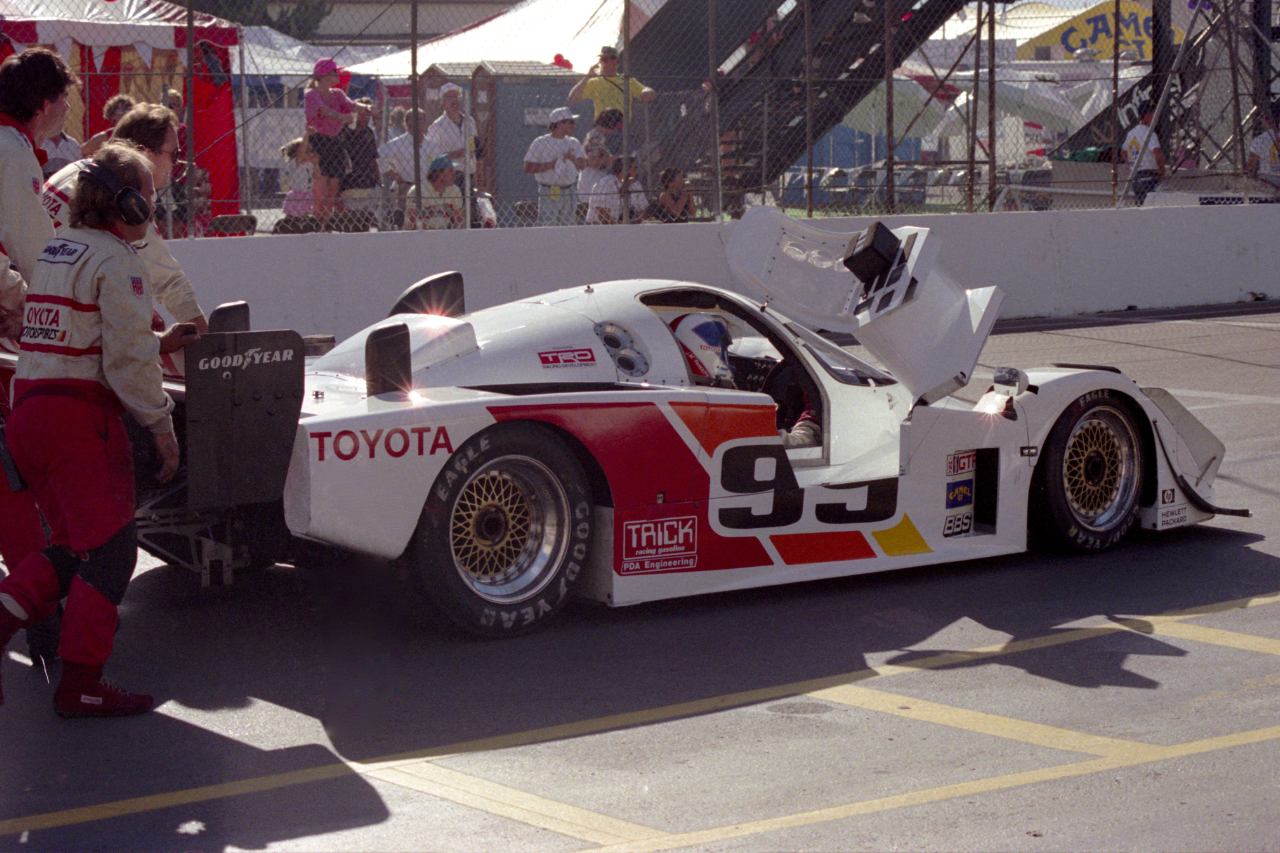
Carro usado por Fangio Sobrinho na IMSA, em 1990.

Fez sua estreia na IMSA em 1985, e no mesmo ano disputou a primeira temporada da história da Fórmula 3000, pela equipe Corbari Italia, marcando um ponto.
Em 1993, disputou as 24 Horas de Le Mans pela equipe Toyota Team Tom's, em parceria com Geoff Lees e Jan Lammers. O trio terminou em oitavo lugar na classificação geral e em oitavo na Classe C1.

## CART
Fangio II disputou 27 provas da CART de 1995 até 1997, marcando 20 pontos no total.
Estreou pela equipe PacWest em 1995, sucedendo ao norte-americano Danny Sullivan, lesionado em um grave acidente no GP de Michigan. Fez apenas quatro provas pela equipe, marcando 6 pontos e terminando em 24º lugar, tendo um 7º lugar como melhor resultado no ano (e em sua passagem na categoria).
Na temporada de 1996, assinou com a All-American Racers, disputando sua temporada completa na CART. Fangio II obteve seu melhor resultado na temporada ao chegar em 8º lugar, encerrando o campeonato em 23º, com 5 pontos. Competindo pela All American, repetiu a classificação em 1997, marcando 9 pontos (dois 10º lugares como melhor resultado na temporada).
Após o GP de Fontana, Fangio II anunciou que estava deixando a CART. Encerrou de vez sua carreira de piloto dois anos depois, após participar da American Le Mans Series.